# Fushë-Çidhën
Fushë-Çidhën är en kommundel och tidigare kommun i Albanien.   Den ligger i Dibër prefektur i den norra delen av landet, 60 km nordost om huvudstaden Tirana.
Trakten runt Fushë-Çidhën består till största delen av jordbruksmark.  Runt Fushë-Çidhën är det ganska tätbefolkat, med 75 invånare per kvadratkilometer.